# 張家誠
張家誠（英語：Alan Cheung Ka Shing，1986年10月28日—），香港作曲家、音樂製作人、配樂家及音樂總監。

## 背景
張家誠於香港長大，曾就讀聖公會聖雅各小學、皇仁書院及保良局莊啟程預科書院，畢業於羅浮堡大學和取得商業、經濟及金融學士兼財務管理碩士資格，2004年加入香港樂壇，主要擔任音樂製作人，並曾任索尼中國及英皇唱片（中國）的音樂總監。其發表的流行曲作品眾多，共超過500首，當中2010年代為無綫電視創作了超過200首劇集歌曲，音樂涵蓋各類型，包括流行、古典、國樂等等，亦喜歡誇界別合作。
而其較為人熟悉的作品包括鄭融《紅綠燈》、胡鴻鈞《到此一遊》、菊梓喬《忘記我自己》、薛凱琪《下次下次》、容祖兒《貪嗔癡》《女皇》(電視劇《武則天》主題曲)、周柏豪《讓愛高飛》、鄭欣宜《上心》、楊千嬅《嫁給愛情》、鄭俊弘《熊貓》、許廷鏗《護航》、關心妍《龐貝21世紀》及《仍然》、劉德華《心照》、鍾嘉欣《我不快樂》、何雁诗《爱需要勇气》等等。

## 獎項

### 個人獎項
| |
| - 中國當代歌曲創作精品工程「聽見中國聽見你」優秀歌曲獎(2025) 《翅膀》 - 中宣部第十七屆精神文明建設「五個一工程」 歌曲獎 (2024) 《我們的家》：作曲家、作詞家、編曲家、製作人 - 中宣部第十六屆精神文明建設「五個一工程」 歌曲獎 (2022) 《前》：作曲家、編曲家 - 中國華語金曲獎最佳作曲家(2021) - 亚洲流行音乐大奖最佳作曲家(2021) - TVB勁歌金曲頒獎典禮「勁歌金曲金獎」: 周柏豪《讓愛高飛》及8首金曲獎 (2019) - 最廣泛演出金帆獎 – 個人最多新作品演出獎作曲家 – 香港作曲家及作詞家協會 (2019) - TVB勁歌金曲頒獎典禮7首金曲獎 (2018) - 第41屆中文金曲十大金曲獎作曲 : 胡鴻鈞《到此一遊》 (2018) - 最廣泛演出金帆獎 – 個人最多新作品演出獎作曲家 – 香港作曲家及作詞家協會 (2018) - TVB勁歌金曲頒獎典禮6首金曲獎及最受歡迎合唱歌曲 (2017) - 第40屆中文金曲十大金曲獎作曲 : 周柏豪《天網》(2017) - 最受歡迎劇集歌曲 : 胡鴻鈞《到此一遊》– 香港無線電線萬千星輝頒獎典禮 (2017) - TVB 馬來西亞星光薈萃頒獎典禮2017「最喜愛 TVB 劇集歌曲」（《手中沙》）(2017) - 星和無綫電視大獎2017「我最愛 TVB 電視劇集歌曲」（《忘記我自己》）(2017) - 最廣泛演出金帆獎 – 個人最多新作品演出獎作曲家 – 香港作曲家及作詞家協會 (2016) - 勁爆監制獎 – 新城電台 (2016) - TVB勁歌金曲頒獎典禮 6首金曲獎及最受歡迎合唱歌曲 (2016) - TVB勁歌金曲頒獎典禮「勁歌金曲金獎」: 吳若希《眼淚的秘密》及6首金曲獎 (2015) - TVB勁歌金曲頒獎典禮4首金曲獎 (2014) - 第38屆中文金曲十大金曲獎作曲 : 吳若希《眼淚的秘密》(2015) - 最廣泛演出金帆獎 – 個人最多新作品演出獎作曲家 – 香港作曲家及作詞家協會 (2015) - 第37屆中文金曲十大金曲獎作曲 : 許廷鏗《護航》(2014) - 最廣泛演出金帆獎 – 個人最多新作品演出獎作曲家 – 香港作曲家及作詞家協會 (2014) - Yahoo人氣電視劇集主題曲: 鄭俊弘《投降吧》(2015) - 最受歡迎劇集歌曲 : 陳展鵬、胡定欣《從未知道你最好》– 香港無線電線萬千星輝頒獎典禮 (2016) - 最受歡迎劇集歌曲 : 吳若希《眼淚的秘密》– 香港無線電線萬千星輝頒獎典禮 (2015) - 馬來西亞星光薈萃頒獎典禮2016「最喜愛TVB劇集歌曲」: 陳展鵬、胡定欣《從未知道你最好》 - 馬來西亞星光薈萃頒獎典禮2015「最喜愛TVB劇集歌曲」: 鄭俊弘《揚帆》 - 新加坡的《星和無綫電視大獎2016》「最喜愛劇集歌曲獎」: 陳展鵬、胡定欣《從未知道你最好》 - 新加坡的《星和無綫電視大獎2015》「最喜愛劇集歌曲獎」: 許廷鏗、胡鴻鈞《真相》 - 第29屆中文金曲十大金曲獎作曲 : 鄭融《紅綠燈》(2006) |

## 流行曲／主題曲作品

### 2005年
- 薛凱琪 - 拒絕畢彼特（曲）
- 蘇永康 - 你是我的藥（曲）

### 2006年
- 官恩娜 - 作對（曲）
- 劉德華 - 心照（曲）
- 蔣雅文 - 雪割花（曲）
- 鄭融 - 紅綠燈（曲）
- 鄭融 - 過馬路（國）（曲）
- 薛凱琪 - 爭（曲）

### 2007年
- Twins - 錯在聰明（曲／藝琛合編）
- 江若琳 - 傻豬（曲／編）
- 吳浩康 - 懲罰自己（曲）
- 范萱蔚 - 你是我的石頭（曲）
- 梁雨恩 - 怎麼怎麼（曲／編）
- 蔣雅文 - 毅行者（曲）
- 鄧穎芝 - 幼稚戀（曲）
- 薛凱琪 - 下次下次（曲）
- 薛凱琪 - 樓梯轉角（曲）
- 鍾欣桐 - 錯在聰明（曲／藝琛合編）
- 譚耀文 - 分支路（曲）
- 關楚耀 - 別人的痛（曲）

### 2008年
- 江若琳 - 任性（曲）
- 呂子軒 - 殘酷的溫柔（編）
- 呂子軒 - 最美麗的過去（編）
- 容祖兒 - 貪嗔癡（曲）
- 傅　穎 - 誰羨慕像我這樣強的人（曲）
- 傅　穎 - 親親（曲／編）
- 鍾嘉欣 - 其實我不快樂（曲）
- 鍾嘉欣 - 我不快樂（曲）
- 薛凱琪 - 難道你不怕凍（曲）
- 關心妍 - 毋忘我（曲）
- 關心妍- 龐貝.21世紀（曲）
- 關楚耀 - 為著沒有（曲）
- 蘇永康 - 你是我的藥（曲）

### 2009年
- 蔡卓妍 - 氫氣球（曲／編）
- 鍾嘉欣 - 暗示（曲）
- 鍾嘉欣 - 白羊座的情歌（曲）

### 2010年
- 關心妍 - 自己的童話（曲）
- 張繼聰 - 亂世佳人（林健華合編）
- 張繼聰 - 分手學（林健華合編）
- 王若琪 - 破鏡（林健華合編）
- 吳若希 - 愛要撐下去（曲／編／監）
- 吳若希  - 窗外（國）（曲／編／監）
- 吳若希  - 我的大日子（監）
- 吳若希  - 憑什麼（編／監）
- 李昊嘉 - 開一扇窗（曲／編／監）
- 李昊嘉 - 捨棄（監）
- 李昊嘉- 回味（編／監）
- 李昊嘉 - 小寵愛（曲／編／監）
- 李昊嘉 - What a Wonderful World（編／監）
- 戴夢夢、范振鋒 - 愚不可及（曲／編／監）
- 戴夢夢 - 愚不可及（曲／編／監）
- 戴夢夢 - 披星戴夢
- 戴夢夢 - 小王子的玫瑰（國語）
- 鍾一憲 - 明明（K Wai合曲／編／監）
- 麥貝夷 - 前度
- 羅梓螢 - 候補名單（曲／編／監）
- 劉振宇 - 巧克力（曲／編／監）
- 鍾一憲、麥貝夷 、羅梓螢、劉振宇 - 星級導航（曲／編／監）

### 2011年
- 泳　兒 - 快樂手記（曲／編）
- 姚嘉兒 - 尋覓愛（曲／編／監）
- 姚嘉兒 - 這種愛（編）
- 姚嘉兒 - 微塵（曲／編／監）
- 姚嘉兒 - 嘍啰（編／監）
- 容祖兒 - 人人起勁（曲）
- 梁佑嘉 - 第二次戀人（林健華合編）
- 梁佑嘉  - 最好結局（林健華合編）
- 許廷鏗、吳若希 - 知己（曲）
- 許廷鏗、吳若希 - 知己（國）（曲）
- 許慧欣、李　威 - 還愛不夠
- 鄭欣宜 - 上心（曲）
- 劉　璇 - Cry For You（曲）
- 譚　晴 - 塗鴉（譚晴合曲／編／范振峰合監）
- 譚　晴  - 美肌信徒（曲／編／范振峰合監）
- 譚　晴  - 頑童（曲／編／范振峰合監）
- 譚　晴  - 美肌魔法（曲／編／范振峰合監）
- 譚　晴  - 二人期限（曲／編／范振峰合監）
- 關心妍 - 仍然（曲／編／監）

### 2012年
- 關心妍 - 今次（曲／編／監）
- 鍾嘉欣 - 你是我的一半（曲／Johnny Yim合編）
- 鍾嘉欣 - 就算沒有明天（曲／編／監）
- Baby M、綸彥霖 - Rainy Day
- HotCha - 愛．被愛（曲／編／監）
- 江若琳 - 你給我力量（曲／編）
- 羽　翹 - 了不了（編／監）
- 李昊嘉 - 回頭（曲／編／監）
- 李昊嘉 - 情書
- 李昊嘉 - Vincent
- 李昊嘉 - 追
- 李昊嘉 - 細訴
- 李昊嘉 - 模稜兩可
- 李昊嘉 - 珍惜
- 許廷鏗 - 最喜歡不是我（曲／編）

### 2013年
- 吳若希 - 我懂了（曲）
- 吳若希 - 好心人（曲／編）
- 鄒文正、AOA - Can't Get You Out Of My Mind（編／監）
- 蔡卓妍 - 薄霧（曲／編）
- 蔡卓妍  - 東西（曲／編）
- 鄭欣宜 - 知錯（曲）
- 樂　瞳 - 男生乙個（編）

### 2014年
- 王君馨 - 她最好（《寒山潛龍》片尾曲，曲／編）
- 吳若希 - 想起你（《守業者》片尾曲，曲／編／何哲圖合監）
- 吳若希  - 愛我請留言（《愛我請留言》主題曲，曲／編）
- 岑日珈 - 容我自救（曲／編／監）
- 岑日珈 - 明天以後（曲／編／監）
- 胡　琳 - 冬至（曲）
- 胡杏兒、吳卓羲 - 是你嗎（《醋娘子》主題曲，曲／編）
- 胡鴻鈞 - 高攀（《載得有情人》主題曲，曲／編）
- 胡鴻鈞、徐子珊 - 棋逢敵手（《點金勝手》片尾曲，曲／編）
- 唐韋琪 - 成長的小說（曲／編／監）
- 馬浚偉 - 天意（《守業者》主題曲，曲）
- 側　田、劉浩龍 - 行者（《使徒行者》主題曲，曲／編）
- 許廷鏗 - 護航（《西遊記》片尾曲，曲／編／監）
- 許廷鏗  - 如你是我（曲／編／監）
- 許廷鏗  - 護航（國）（曲／編）
- 許靖韻 - 我和別人不一樣（曲／編／監）
- 許靖韻 、張致恆 - 相逢何必曾相識（編／監）
- 鄭欣宜 - 愛莫忘（《愛情來的時候-單元1》主題曲，曲／編）
- 鄭俊弘 - 熊貓（曲／編／監）
- 鄭俊弘 - 投降吧（《名門暗戰》片尾曲，曲／編／監）
- 鄭俊弘 - 地方（曲）
- 鍾嘉欣 - 鋼琴哭（《愛情來的時候-單元3》主題曲，曲／編）
- 羅鈞滿、王君馨 - 是非（《宦海奇官》主題曲，曲／編）
- 關菊英 - 真實謊言（《名門暗戰》主題曲，曲）

### 2015年
- 可　嵐 - 匆匆一生（編／監）
- 何弘軒 - 姻緣石（編／監）
- 何雁詩 - 我和你（《四個女仔三個BAR》主題曲，曲）
- 吳若希 - 美好的時光（《衝線》主題曲，曲）
- 吳若希  - 眼淚的秘密（《武則天》片尾曲，曲／編）
- 吳若希  - 眼淚的秘密（國）（曲／編）
- 李思捷、側　田 - 出口（《以和為貴》主題曲，曲／編）
- 泳　兒 - 獨一無二（《無雙譜》主題曲，曲／編）
- 胡杏兒 - 天使（《陪著你走》主題曲，曲／編）
- 胡鴻鈞 - 相信明天（《刀下留人》主題曲，曲／編）
- 胡鴻鈞  - 靈魂的痛（《末代御醫》主題曲，曲／編）
- 范振鋒 - 膊頭（編／監）
- 容祖兒 - 女皇（《武則天》主題曲，曲／編）
- 許廷鏗 - 記住忘記我（《無心法師》主題曲，曲／編）
- 許廷鏗  - 郵輪（曲／編／監）
- 許廷鏗 - 歲月無悔（《梟雄》主題曲，曲／編）
- 許廷鏗  - 迷宮（《拆局專家》主題曲，曲／編）
- 許廷鏗 - 理想·生活（曲／編／監）
- 許廷鏗  - 郵輪（國）（曲／編）
- 許廷鏗 、胡鴻鈞- 真相（《天眼》主題曲，曲／編）
- 陳展鵬 - 下世紀（《張保仔》片尾曲，曲／編）
- 彭遠揚 - 女神（曲／編／監）
- 黃䔮晴 - 同行旅人（曲／編／監）
- 鄭俊弘 - 忘了嗎（曲／編／監）
- 鄭俊弘  - 愛同行（《愛·回家 (第二輯)》主題曲，曲）
- 鄭俊弘  - 當狗愛上貓（曲／編／監）
- 鄭俊弘  - 揚帆（《張保仔》主題曲，曲／編）
- 鍾嘉欣 - 一顆不變的心（《張保仔》插曲，曲／編）
- 關心妍 - 人生銀行（曲）
- C AllStar - 無懼（《潮拜武當》主題曲，曲）
- 黑雨（《梟雄》主題音樂，曲）
- 遙遠的日出（《在那遙遠的地方》主題音樂，曲）

### 2016年
- Abo - 妝（曲／編）
- 何弘軒 - 在刀鋒上起舞（曲／編／監）
- 何雁詩 - 愛情食物鏈（《愛情食物鏈》主題曲，曲／編）
- 何雁詩 - The Only One（《殭》插曲，曲／編）
- 何雁詩 - （《女醫·明妃傳》主題曲，曲／編）
- 何雁詩 - 愛需要勇氣（《致命復活》片尾曲，曲／編）
- 吳若希 - 愛（《愛情來的時候2》主題曲，曲／編）
- 吳若希  - 誘心人（《為食神探》片尾曲，曲／編）
- 吳若希  - 愛（國）（曲／編）
- 吳若希  - 完美的生活（《愛·回家之八時入席》主題曲，曲／編）
- 吳若希  - 可以背負更多（《瑯琊榜》片尾曲，曲／編）
- 沈震軒 - 藍天白雲（《公公出宮》主題曲，曲／編）
- 胡鴻鈞 - 爸爸（《超能老豆》主題曲，曲／編／何哲圖合監）
- 胡鴻鈞  - 公義的抉擇（《律政強人》主題曲，曲／編）
- 胡鴻鈞  - 造王（《幕後玩家》主題曲，曲／編）
- 張子 - 《拖》（曲／編／監）
- 許廷鏗 - 問天（《瑯琊榜》主題曲，曲／編）
- 許廷鏗  - 天地（《瑯琊榜》插曲，曲／編）
- 陳展鵬 - 圍城（《城寨英雄》主題曲，曲／編）
- 陳展鵬 - 誰可改變（《巨輪II》主題曲，曲）
- 陳展鵬、胡定欣 - 從未知道你最好（《城寨英雄》片尾曲，曲）
- 陳敏之、阮兆祥、王君馨、鄭世豪、何雁詩、羅鈞滿 - 講（《性在有情》主題曲，曲／編）
- 陳詩欣 - 堅離地（曲／編／監）
- 黃瑋霖 - 直率（編／監）
- 鄒文正 - 妄想（編／監）
- 鄭俊弘 - 白天的夜晚（曲／編／監）
- 鄭俊弘  - 火線下（ 鄭俊弘（《火線下的江湖大佬》主題曲，曲／編）
- 鄭俊弘  - 一個人的永恆（曲／編／監）
- 蕭正楠 - 愛的溫暖（《一屋老友記》主題曲，曲／編）
- 鍾嘉欣 - 我記不起（《為食神探》主題曲，曲／編）
- 羅孝勇 - 等價交換（編／監）
- 羅鈞滿、鄭世豪、姚兵 - 乾杯（《流氓皇帝》插曲，監）
- 徐澔韋（澔志） - 致夢想家（編／監）
- 胡　琳 - 願望樹（曲／編／監）
- 公義（《律政強人》主題音樂，曲）
- 操控（《幕後玩家》主題音樂，曲）

### 2017年
- B.Gs - 聖誕要好玩（曲／編／監）
- HANA - 一輩子守候（《錦繡未央》主題曲，曲／編）
- HANA - 手中沙（《不懂撒嬌的女人》主題曲及片尾曲，曲／編）
- HANA - 久別重逢（《三生三世十里桃花》主題曲，曲／編）
- HANA - 忘記我自己（《使徒行者2》片尾曲，曲）
- Maria Cordero - 天賜的滋味（《味想天開》主題曲，曲／編）
- 丁可欣 - 撫心自問（曲／編／監）
- 王浩信、HANA - 欲言又止（《溏心風暴3》片尾曲，曲／編）
- 古巨基 - 無心愛（《無心法師II》主題曲，曲／編）
- 伍富橋 - 我怎會如此（《救妻同學會》插曲，曲／編）
- 伍富橋 - 不只是朋友（《溏心風暴3》插曲，曲）
- 何弘軒 - 讓你依賴（曲／編／監）
- 何弘軒 - 小器鬼（曲／編／監）
- 何雁詩 - 我不會撒嬌（《不懂撒嬌的女人》主題曲及片尾曲，曲／編）
- 何雁詩 - 愛近在眼前（《踩過界》片尾曲，曲／編）
- 李克勤 - 誇世代（馮翰銘、李克勤合曲）
- 吳若希 - 你在我心間（《那年花開月正圓》主題曲，曲／編）
- 吳若希 - 別再記起（《誇世代》片尾曲，曲／編）
- 周柏豪 - 天網（《使徒行者2》主題曲，曲）
- 明歌知欽 - 再飛（曲／編／監）
- 胡定欣 - 我有我美麗（《全職沒女》主題曲，曲）
- 胡　琳 - 一天也不能少（曲／編）
- 胡鴻鈞 - 到此一遊（《降魔的》主題曲，曲／編）
- 胡鴻鈞 - 遙不可及（《降魔的》片尾曲，曲／編）
- 陳展鵬 - 一觸即發（《同盟》主題曲，曲／編）
- 許廷鏗 - 籠牢（《心理追兇 Mind Hunter》主題曲，曲／編）
- 鄭俊弘 - 風沙（曲）
- 鄭俊弘- 你走的那個晚上（《心理追兇 Mind Hunter》片尾曲，曲／編）
- 鄭俊弘 - 十倍奉還（《賭城群英會》主題曲，曲／編）
- 鄭俊弘、何雁詩  - 真心真意（《我瞞結婚了》主題曲，曲／編）
- 蕭正楠 - 不變的愛（《親親我好媽》主題曲，曲／編）
- 薛家燕 - 家中的太陽（《燦爛的外母》主題曲，曲／編）
- 羅嘉良 - 獨來獨往（《與諜同謀》主題曲，曲／編）
- 譚嘉儀 - 我不歸去（《射雕英雄傳》主題曲，曲／編）
- 關菊英 - 我本無罪（《溏心風暴3》主題曲，曲）
- 蘇煒喬 - 好風景（曲／編／監）

### 2018年
- HANA - 聽雪落淚（《烈火如歌》主題曲，曲／編）
- HANA - 飛蛾撲火（《宮心計2深宮計》片尾曲，曲／編）
- HANA - 從未說起（《跳躍生命線》片尾曲，曲）
- MissMrs - 美態度（曲／編／監）
- MissMrs - 美化學（曲／編／監）
- 丁可欣 - So What?（曲／編／監）
- 丁可欣 - 剩下我的回憶裡（曲／編／監）
- 王君馨 - 戀愛幼稚（《是咁的，法官閣下》片尾曲，曲／編）
- 王浩信 - 非凡（《兄弟》主題曲，韋曲／編）
- 伍富橋 - 重複愛一次（《救妻同學會》插曲，曲／編）
- 吳若希 - 為何你要背叛我？（《再創世紀》插曲，曲／編）
- 谷　微 - 你是我的唯一（曲／編）
- 林師傑 - 愛是無盡（《翻生武林》主題曲，曲／編）
- 明歌知欽 - 豐收（曲／編／監）
- 明歌知欽  - 微笑（曲／編／監）
- 周柏豪 - 烏托邦（《再創世紀》主題曲，曲）
- 美　琪 - 我的新旅程（曲／編／監）
- 胡定欣 - 無悔無愧（《宮心計2深宮計》主題曲，曲）
- 胡　琳 - 半邊天（《平安谷之詭谷傳說》主題曲，曲／編）
- 胡鴻鈞 - 最難忘一天（《棟仁的時光》主題曲，曲／編）
- 胡鴻鈞 - 今生無憾（《三國機密之潛龍在淵》主題曲，曲／編）
- 胡鴻鈞- 理性感性（《是咁的，法官閣下》主題曲，曲／編）
- 胡鴻鈞 - 為愛冒險（《救妻同學會》主題曲，曲／編）
- 馬浚偉、胡定欣 - 明月與海（《宮心計2深宮計》插曲，曲／編）
- 崔子格 - 砒霜（編／監）
- 崔子格 - 裝睡的人（曲／編／監）
- 崔子格 - 你無法叫醒一個裝睡的人（曲／編／監）
- 焯　皓 - 人生不錯（曲／編／監）
- 黃心穎 - 在心中（《愛·回家之開心速遞》主題曲，曲／編）
- 楊千嬅 - 無雙（《三個女人一個「因」》主題曲，曲／編）
- 鄭俊弘 - 星光（曲／編／監）
- 鄭俊弘 - 無畏的肩膊（《跳躍生命線》主題曲，曲／編）
- 謝文欣 - 其實我牽掛（曲／編／監）
- 羅孝勇 - 分手合照（編／監）
- 譚嘉儀 - 伴你闖蕩（《果欄中的江湖大嫂》主題曲，曲／編）
- 蘇煒喬 - 筷子（曲／編／監）

### 2019年
- HANA  - 心有不甘（《皓鑭傳》主題曲，曲／編）
- HANA  - 鋼鐵有淚（《鐵探》片尾曲，曲）
- HANA  - 你就是天下（《倚天屠龍記》片尾曲，曲／編）
- HANA  - 沒有你開始（《白色強人》片尾曲，曲／編）
- HANA  - 逆光飛翔（《鳳弈》主題曲，曲／編）
- 古家峯、戴祖儀 - 你知不知道？（《知否知否應是綠肥紅瘦》主題曲，曲／編）
- 何弘軒 - 初生圓（Jaden Kash合監）
- 何雁詩 - 我會想念他（《牛下女高音》片尾曲，曲／編）
- 何家豪 - 當天風雨（《她她她的少女時代》片尾曲，曲）
- 吳若希 - 日月存亡（《如懿傳》主題曲，曲／編）
- 吳若希 - 暗中愛我（《福爾摩師奶》主題曲，曲／編）
- 吳若希 - 我記得（《鐵探》插曲，曲／編）
- 吳業坤 - 街坊財爺（《街坊財爺》主題曲，曲／編）
- 谷婭溦 - 我為我堅強（《獨孤皇后》主題曲，曲／編）
- 周柏豪 - 讓愛高飛（《多功能老婆》片尾曲，曲）
- 林師傑 - 傳說（《十二傳說》主題曲，曲／編）
- 林穎彤 - 你永遠是最好（曲／編）
- 泫　希 - 蝴蝶（《假設性無罪》插曲，曲／編／監）
- 施匡翹 - 初心（曲／編／監）
- 胡鴻鈞 - 抱擁情人（《婚姻合伙人》主題曲，曲／編）
- 楊千嬅 - 嫁給愛情（《多功能老婆》主題曲，曲）
- 容祖兒 - 明月（《包青天再起風雲》主題曲，曲）
- 徐澔韋 - 匆匆（編）
- 張振朗 - 差一些（《堅離地愛堅離地》主題曲，曲／編）
- 梁釗峰、陳健安 - 天知（《解決師》主題曲，曲／編）
- 連詩雅 - 孤身走（《獨孤天下》主題曲，曲／編）
- 陳松伶 - 有我便有你（《福爾摩師奶》插曲，曲／編）
- 蔡興麟 - 背囊（曲／編／監）
- 蔣嘉瑩、施匡翹 - 假如真的再有約會（編／監）
- 鄭俊弘 - 選擇善良（《白色強人》主題曲，曲／編）
- 霍柔心 - 落單的公主（曲／編／監）
- 戴祖儀 - 天光前分手（《多功能老婆》插曲，曲）
- 謝東閔 - 得失一笑中（《倚天屠龍記》主題曲，曲／編）
- 譚嘉儀 - 想勇敢一次（《丫鬟大聯盟》主題曲，曲／編）
- 譚嘉儀、林師傑、伍富橋 - 有你多好（《好日子》主題曲，曲／編）
- 蘇煒喬 - 我不開心（曲／編／監）

### 2020年
- HANA - 你喜歡說謊（《黃金有罪》片尾曲，曲／編）
- HANA  - 我不是她（《法證先鋒IV》片尾曲，曲／編）
- HANA  - 我輸不起（《那些我愛過的人》片尾曲，曲／編）
- HANA  - 說過放下（《錦繡南歌》主題曲，曲／編）
- 王浩信 - 似真如假（《反黑路人甲》主題曲，曲／編）
- 何弘軒 Feat. 小明星練習生 - 大嘥鬼（編）
- 何雁詩 - 對手戲（《反黑路人甲》片尾曲，曲／編）
- 吳若希 - 最遠的距離（《殺手》片尾曲，曲／編）
- 林　峯 - 無人問我（《使徒行者3》主題曲，曲）
- 林　峯、HANA  - 低谷天堂（《使徒行者3》插曲，曲／編）
- 林穎彤、伍富橋 - 迷魂陣（曲／編）
- 泫　希 - Take Care（曲／詞／編／監）
- 施匡翹 - 耳仔軟（曲／編／監）
- 胡鴻鈞 - 十字路口（《降魔的2.0》主題曲，曲／編）
- 側　田 - 圓謊（《法證先鋒IV》主題曲，曲／編）
- 連詩雅 - 小謊言（《那些我愛過的人》主題曲，曲／編）
- 連詩雅 - 愛情事（《香港愛情故事》主題曲，曲／編）
- 蔣嘉瑩 - 囚鳥（曲／編／監）
- 鄭俊弘 - 不要流淚（《法證先鋒IV》插曲，曲／編）
- 鄭俊弘  - 血淚的磨練（《機場特警》主題曲，曲／編）
- 謝東閔 - 最冷的一天（《慶餘年》主題曲，曲／編）
- 謝東閔、戴祖儀 - 夢飛翔（《那些我愛過的人》插曲，曲／編）
- 謝東閔、戴祖儀- 逆流直上（《香港愛情故事》插曲，曲／編）
- 羅天宇、龔嘉欣 - 逆流直上（《香港愛情故事》插曲，曲／編）
- 譚嘉儀 - 真心不變（《大醬園》主題曲，曲／編）
- 譚嘉儀  - 原來有愛（《降魔的2.0》插曲，曲／編）
- 蘇慧恩 - 我最想（曲／編／監）

### 2021年
- HANA - 愛很美麗（《愛美麗狂想曲》主題曲，曲／編）
- HANA - 我會害怕（《星空下的仁醫》片尾曲，曲）
- HANA、王浩信 - 蝴蝶效應（《刑偵日記》插曲，曲／編）
- JW - 誰人在身邊（《燕雲台》主題曲，曲／編）
- 方力申 - 起跑線（《港灣起跑線》主題曲，曲／編／監）
- 王浩信 - 天窗（《刑偵日記》主題曲，曲／編）
- 古家峯 - 不需要記住我（《無心法師3》主題曲，曲／編）
- 谷婭溦 - 放棄自己（曲／編／監）
- 周柏豪 - 過關（《把關者們》主題曲，曲）
- 胡鴻鈞 - 逆襲（《逆天奇案》主題曲，曲）
- 鄭俊弘 - 逆著風（《大步走》主題曲，曲／編）
- 鄭俊弘 - 對與錯（《伙記辦大事》主題曲，曲／編）
- 鄭俊弘 - 門外的世界（《我家無難事》主題曲，曲／編）
- 鄭俊弘- 殊途永遠（《換命真相》主題曲，曲／編）
- 戴祖儀 - 別煩著我（《萌妃駕到》主題曲，曲／編）
- 羅天宇 - 從頭開始（《我家無難事》主題曲，曲／編）
- 譚永浩 - 投降吧（《換命真相》插曲，曲／編／監）
- 譚俊彥 - 只因深愛妳（《換命真相》插曲，曲／編）
- 譚嘉儀 - 天使（《寶寶大過天》主題曲，曲／編）
- 譚嘉儀 - 不可能發生（《智能愛人》主題曲，曲／編）
- 吳若希 - 光陰飛逝時（《異搜店》主題曲，曲／編）

### 2022年
- 陳展鵬 - 同路（《鐵拳英雄》主題曲，曲）
- 戴祖儀 - 自我處理（《青春不要臉》插曲，曲／編）
- 群　星 - 前（香港特別行政區成立二十五周年紀念主題曲，曲）
- JW王灝兒 - 伴我左右（《金宵大廈2》插曲，曲／編）
- 潘靜文、孫漢霖	- 一生找到你（《童時愛上你》主題曲，曲／編）
- 上流一族（《白色強人II》主題曲，曲）
- 鄭　融 - 安全駕駛（曲／編）
- 余逸暳 - 執手不放（曲／編）
- 鄭俊弘 - 能者（《超能使者》主題曲）
- 黃宗澤 - 道別昨天（《法證先鋒V》插曲）

### 2023年
- 何廣沛、麥美恩、馮盈盈、郭子豪、彭慧中、方紹聰、羅毓儀 - 唔好唔笑（曲／詞／監，《真係唔好笑》主題曲）
- 李克勤 - 轉捩點（《法言人》主題曲，曲／編／監）
- 張名雅 - 我愉快嗎（曲／編／監）
- 群　星 - 活出信念（編／監）
- 群　星 - 共建美好社區（編／監）
- 何潔瀅 - 仰望（曲／編／監）

### 2024年
- 鄺美雲 - 我們的家（曲／編／監／陳薔天合詞）
- 劉雅瑟、芝　芙 - 跟我做自己（編／監）
- 譚輝智 - 多麼感激（曲／詞／編／監）
- 群　星 - 無界（曲／編／監／張美賢合詞）
- 姚焯菲 - 這個家（《愛·回家之開心速遞》主題曲，曲／編／監／張美賢合詞）

### 2025年
- 《中年好聲音3》二十強 - 發亮（曲／監／陳薔天合詞）
- JW王灝兒 - 明日見（《痞子無間道》主題曲，曲／編／監）
- 李金凱 - 不會愛的人（監／李金凱合曲）
- 沈震軒 - 最幸運的平凡人（曲／編／監）
- 范明熙 - 請不要走（編／監）
- 張與辰 - 深海（監／張與辰合編）
- 馮志豪 - 1314（曲／編／監／鄧千瑩合詞）
- 黃　博 - 有一種執著（曲／監／Justin Yau合編）
- 劉　洋 - 別離開我（曲／編／監）
- 戴祖儀 - 女神戀愛惱（《女神配對計劃》主題曲，編／監）
- 羅毓儀 - 女神之翼（編／監）

## 演出作品

### 綜藝節目（無綫電視）
| 首播   | 節目名         | 備註                           |
| 2020年 | 我們的音樂時代 | 第1集嘉賓                      |
| 2023年 | 中年好聲音2    | 客席評審                       |
| 2024年 | 中年好聲音3    | 星級導師兼「音樂字典」環節解說 |

### 音樂錄像
- 2025年：黃博《有一種執著》